# Abdoulie Sanyang
Abdoulie Sanyang, né le 8 mai 1999 à Serrekunda en Gambie, est un footballeur international gambien qui évolue au poste d'ailier droit au Hajduk Split.

## Biographie

### Carrière en club
Natif de Serrekunda en Gambie, Abdoulie Sanyang commence le football dans son pays, à la Superstars Academy avant de rejoindre à l'été 2019 la Belgique et le club du Lommel SK.
Le 4 août 2020, Sanyang rejoint le Beerschot VA, club venant d'être promu en Jupiler Pro League. Il joue son premier match sous ses nouvelles couleurs dans cette compétition, le 18 septembre 2020, face au RSC Charleroi (défaite 3-1 de Beerschot). Il inscrit son premier but le 1er août 2021 face au KAA La Gantoise, en championnat. Il est titularisé et les deux équipes se neutralisent (2-2).
Le 31 janvier 2022, dernier jour du mercato hivernal, Abdoulie Sanyang s'engage en faveur du Grenoble Foot 38 pour un contrat courant jusqu'en juin 2025, contrat qu'il prolonge à l'été 2022 jusqu'en juin 2026. 

### Carrière internationale
Abdoulie Sanyang honore sa première sélection avec l'équipe nationale de Gambie face au Gabon, le 12 novembre 2020 lors d'un match de qualification pour la Coupe d'Afrique des nations 2022. Il entre en jeu lors de cette partie perdue par les siens (2-1).